# Mdou Moctar

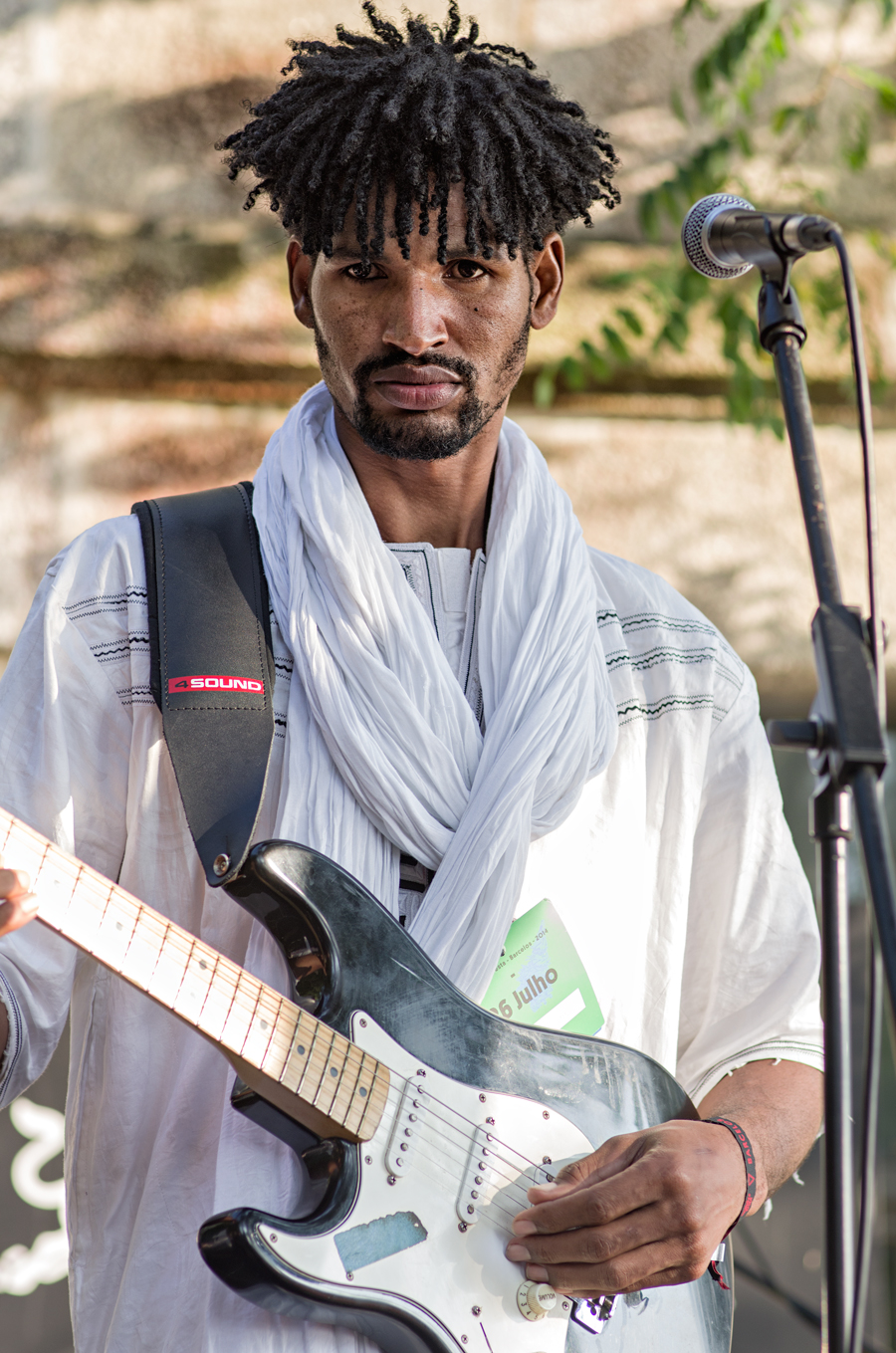
Mdou Moctar (2014)

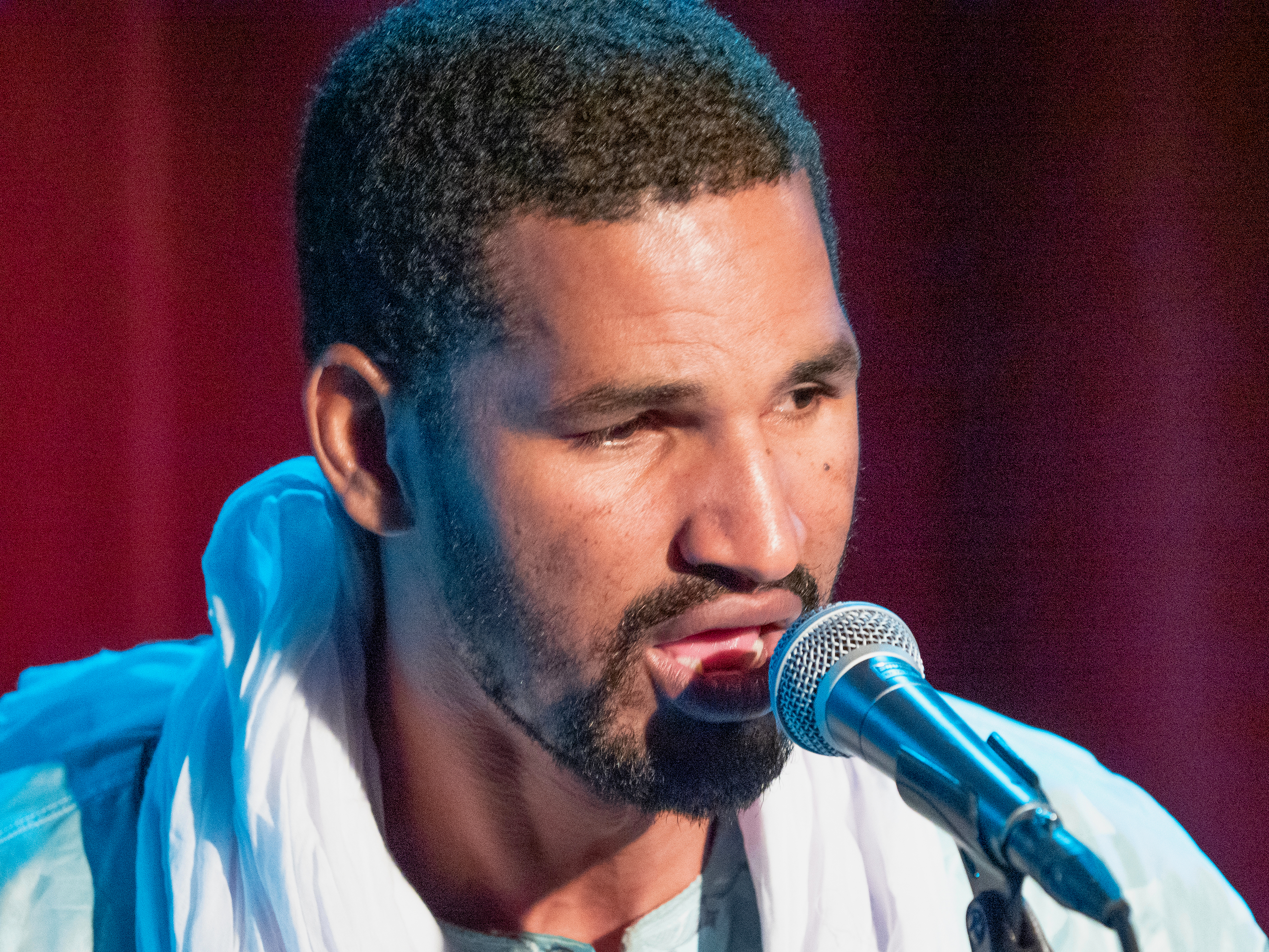
Mdou Moctar (2019)

Mdou Moctar (* 1985 in Abalak; eigentlich Mahamadou Souleymane) ist ein nigrischer Gitarrist und Singer-Songwriter. Er ist ein bedeutender Vertreter des Tuareg Blues, der Elemente des Blues und Rock mit der traditionellen afrikanischen Musik der Tuareg vereint.

## Leben
Mdou Moctar stammt aus einer konservativen muslimischen Tuareg-Familie. Als Kind hörte er gerne die Musik der Gitarristen Abdallah ag Oumbadougou und Ali Farka Touré. Er baute sich selbst eine Gitarre und spielte, als Linkshänder, die Songs anderer Musiker nach. Im Alter von 18 Jahren ging Moctar wie viele nigrische Tuareg nach Libyen, um dort als Arbeitsmigrant für seine Familie Geld zu verdienen. Drei Jahre lang nahm er verschiedene Jobs an, unter anderem im Zusammenhang mit der Wassersuche in der Sahara und als Soldat in der Armee Muammar al-Gaddafis. Die schlechten Arbeitsbedingungen veranlassten ihn im Jahr 2005 zur Rückkehr nach Niger. Nach dem Besuch eines Konzerts des Jazzgitarristen Paolo Radoni beschloss er, sich ernsthaft der Gitarrenmusik zu widmen. Er begann als Profimusiker bei Hochzeiten und anderen Feierlichkeiten zu spielen.
Mdou Moctar lebt seit 2013 in Agadez.

## Wirken

### Musik
Sein erstes Album Anar, das 2008 erschien, nahm Mdou Moctar in Nigeria auf. Dort setzte er den typischen Gitarrensound des Tuareg Blues ein, für den die Band Tinariwen aus Mali bekannt geworden war, und verband diesen mit markanten Beats und Auto-Tune bei den Gesangsaufnahmen. Seine Liedtexte handelten von Liebe und Revolution. Den im Tuareg Blues ungewohnten Auto-Tune entnahm er der bei der Jugend in Nigeria verbreiteten House-Musik. Damit hatte er in Niger landesweit Erfolg und unternahm ausgedehnte Konzertreisen. Der bei Jugendlichen in Niger übliche Weg, Musik untereinander auszutauschen bestand darin, diese auf Speicherkarten von Mobiltelefonen zu speichern und diese weiterzugeben. Dabei legten die Speicherkarten manchmal große Distanzen zurück. Der US-Amerikaner Christopher Kirkley vom Label Sahel Records entdeckte eine Speicherkarte mit Musik vom Album Anar in Mauretanien. Über viele Umwege gelang es ihm, mit Mdou Moctar Kontakt aufzunehmen. Kirkley wurde Moctars Agent. Sein Song Tahoultine wurde 2011 auf der Kompilation Music from Saharan Cellphones von Sahel Sounds aufgenommen und erschien auch als Single. 2013 produzierte Sahel Sounds Moctars zweites Album Afelan, das ohne elektronische Effekte auskommt. Moctar ist darauf auf akustischer und E-Gitarre zu hören. Das Album wurde in Tchintabaraden aufgenommen. In den Jahren 2014 und 2015 unternahm Moctar Europa-Tourneen, die ihn unter anderem nach Berlin führten. Inzwischen spielt er hauptsächlich auf Musik-Festivals.
Moctars jüngstes Album Funeral for Justice (2024) bezeugt seine musikalische Weiterentwicklung vom Desertblues zum Desertpunk. Hierin mischen er und seine Band Elemente des US-Punk und Hardcore in die Musik ein. Das Album spiegelt neben seiner Musik auch sein Engagement wider, auf die sozialen und politischen Probleme in Niger aufmerksam zu machen, insbesondere nach dem dortigen Putsch, und dient auch dem Erhalt der Tamascheq-Sprache der Tuareg.

### Film
Im Jahr 2015 erschien der Film Akounak Tedalat Taha Tazoughai, den Moctar (als Hauptdarsteller und Komponist) und Kirkley (als Regisseur und Drehbuchautor) in Agadez drehten. Das Werk ist eine Adaption des Films Purple Rain aus dem Jahr 1984 mit Prince in der Hauptrolle. Der Filmtitel aus der Sprache Tuareg bedeutet wörtlich übersetzt „Regen Farbe Blau mit etwas Rot darin“. In der Tuareg-Sprache existiert kein Wort für die Farbe Violett („Purple“). Die über eine Crowdfunding-Kampagne finanzierte Produktion hatte ein Budget von knapp 18.000 US-Dollar. Akounak Tedalat Taha Tazoughai ist der erste auf Tuareg gedrehte Spielfilm.

## Diskografie

### Alben
- 2008: Anar
- 2013: Afelan
- 2015: Akounak Tedalat Taha Tazoughai (Original Soundtrack Recording)
- 2019: Ilana (The Creator)
- 2021: Afrique Victime
- 2024: Funeral For Justice
- 2025: Tears Of Injustice

### Singles
- 2011: Tahoultine